# 1988年冬季奥林匹克运动会
1988冬季奥林匹克运动会，即第十五届冬季奥林匹克运动会（英語：the XV Olympic Winter Games），于2月13日至2月28日在加拿大阿尔伯塔省的卡尔加里举办，由加拿大总督让娜·索韦揭开序幕。这届奥运会在经济上非常成功，它带来了几百万加元的盈利。这次奥运会也为长时间影响了卡尔加里，为这座城市展开了新的篇章。共有57个国家、地区参加了这届运动会。本届冬奥会的吉祥物为两只小熊。
1988年的冬季残奥会也是最后一次在不同城市举行的一届，之后的各届的残奥会都在相同或临近城市举行。但直到2010年由同一國家的溫哥華冬季帕拉林匹克運動會起才確定奧運會與帕運會會相同城市。

## 焦點
- 由加拿大总督让娜·索韦（Jeanne Sauvé）以国家元首英国女王伊丽莎白二世之名义揭开帷幕。
- 冰壶、自由滑雪、短道速滑和残奥滑雪作为表演项目。
- 由于暖风影响，冬奥会历史上第一次延长至16日。速滑项目在室内冰场进行，高山滑雪在人工雪上进行等。
- 奥运会第一次闭幕式与开幕式在同一体育场进行。

## 比赛场馆
- 加拿大奥林匹克公园(卡尔加里)
- 坎莫尔诺蒂克中心
- Max Bell Centre
- 麦克马安体育场
- Nakiska
- 奥林匹克椭圆体育馆
- 奥林匹克马鞍体育馆
- Stampede Corral

## 比赛项目
| - 高山滑雪 - 冬季两项 - 雪车 - 越野滑雪 - 花样滑冰 |  | - 冰球 - 雪橇 - 北欧两项 - 跳台滑雪 - 速度滑冰 |  | - 表演项目 - 冰壶 - 短道速滑 - 自由式滑雪 - 残疾人滑雪 |

## 参赛国家及地区
共有57个国家及地区的代表团参加了本届冬奥会。
| - 安道尔 - 阿根廷 - 奥地利 - 比利时 - 玻利维亚 - 保加利亚 - 加拿大 - 智利 - 塞浦路斯 - 捷克斯洛伐克 - 朝鲜 - 丹麦 - 西德 - 斐济 - 芬兰 - 法国 - 东德 | - 英国 - 希腊 - 关岛 - 危地马拉 - 匈牙利 - 冰岛 - 印度 - 意大利 - 牙买加 - 日本 - 韩国 - 黎巴嫩 - 列支敦士登 - 卢森堡 - 墨西哥 - 摩纳哥 - 蒙古 - 摩洛哥 - 荷兰 | - 新西兰 - 挪威 - 中国 - 菲律宾 - 波兰 - 葡萄牙 - 波多黎各 - 罗马尼亚 - 圣马力诺 - 西班牙 - 瑞典 - 瑞士 - 中华台北 - 土耳其 - 苏联 - 美国 - 南斯拉夫 |

## 奖牌榜
此为奖牌榜前10位，详见 1988年冬季奥林匹克运动会奖牌榜
| 1988年冬季奥林匹克运动会奖牌榜 |            |      |      |      |      |
| 排名                           | 国家／地区 | 金牌 | 銀牌 | 銅牌 | 总数 |
| 1                              | 苏联       | 11   | 9    | 9    | 29   |
| 2                              | 东德       | 9    | 10   | 6    | 25   |
| 3                              | 瑞士       | 5    | 5    | 5    | 15   |
| 4                              | 芬兰       | 4    | 1    | 2    | 7    |
| 5                              | 瑞典       | 4    | 0    | 2    | 6    |
| 6                              | 奥地利     | 3    | 5    | 2    | 10   |
| 7                              | 荷兰       | 3    | 2    | 2    | 7    |
| 8                              | 西德       | 2    | 4    | 2    | 8    |
| 9                              | 美国       | 2    | 1    | 3    | 6    |
| 10                             | 意大利     | 2    | 1    | 2    | 5    |
|                                |            |      |      |      |      |
| 总 计                          | 总 计      | 46   | 45   | 47   | 138  |

## 奥运会的相关影响
- 1988年时奥林匹克运动会第二次在加拿大举办。第一次是1976年举办的蒙特利尔夏季奥运会。本届冬奥会与蒙特利尔奥运一样，加拿大队没有取得金牌。之后，加拿大的温哥华赢得了2010年冬奥会的举办权，加拿大奥委会声称希望在2010温哥华冬奥会上会改变这个状况。
- 22年之後，在温哥华冬季奥运会，加拿大一口氣囊括了14面冬奧金牌，打破之前兩次舉辦奧運會零金的記錄，同時位在獎牌榜首位。
- 卡尔加里在这次奥运会上得到了国际上的认知，留下的奥运场馆也成为了国际重要比赛、会议、训练的场地。
- 與造成巨額虧損的蒙特利尔夏季奥运会不同，卡尔加里和之後的温哥华冬季奥运会被認為是加拿大比較成功的兩次奧運會。